# Hastella longirostris
Hastella longirostris is een rechtvleugelig insect uit de familie Morabidae. De wetenschappelijke naam van deze soort is voor het eerst geldig gepubliceerd in 1934 door Sjöstedt.